# للا الصعيدي
للا عبد الهادي الصعيدي (مواليد 1956) هي مصوّرة مغربيّة معروفة تشتهر بصورها للمرأة العربيّة في الفنّ المعاصر. وهي تعمل حاليًا في بوسطن وماساتشوستس والمغرب. مقر إقامتها الحالي في نيويورك. عرضت أعمال الصعيدي بمعرض هوارد يزرسكي في بوسطن ومعرض إدوين هوك في مدينة نيويورك. 

## النشأة والتعليم
ولدت الصعيدي في مراكش، المغرب في عام 1956. غادرت لحضور المدرسة الثانوية في باريس في عمر ال16. تزوجت بعد عودتها إلى المغرب وانتقلت إلى المملكة العربية السعودية حيث كان لديها طفلين وتطلقت. عادت الصعيدي إلى باريس في أوائل التسعينات لحضور المدرسة الوطنية العليا للفنون الجميلة.  انتقلت إلى بوسطن في عام 1996 وحصلت على شهادة BFA من جامعة تفتس في عام 1999. ولها وزارة الخارجية في الرسم والتصوير الفوتوغرافي من مدرسة متحف الفنون الجميلة في عام 2003. 

## الجوائز
جائزة ميدالية 2012، مدرسة متحف الفنون الجميلة، بوسطن (SMFA) 